# Список епізодів телесеріалу «100»
Список епізодів американського телесеріалу «Сотня», розробленого Джейсоном Ротенбергом та заснованого на однойменній книзі Кесс Морган. Прем'єра шоу відбулася в середу, 19 березня 2014.
У центрі сюжету перебуває сотня неповнолітніх правопорушників, які потрапляють на планету Земля через 97 років після апокаліпсису.

## Огляд сезонів
| Сезон | Сезон | Епізоди | Оригінальна дата показу | Оригінальна дата показу | Рейтинг Nielsen | Рейтинг Nielsen    | Рейтинг Nielsen |
| Сезон | Сезон | Епізоди | Прем'єра сезону         | Фінал сезону            | Оцінка          | Глядачі (мільйони) |                 |
| ----- | ----- | ------- | ----------------------- | ----------------------- | --------------- | ------------------ | --------------- |
|       | 1     | 13      | 19 березня 2014         | 11 червня 2014          | 150             | 2,59               |                 |
|       | 2     | 16      | 22 жовтня 2014          | 11 березня 2015         | 157             | 2,46               |                 |
|       | 3     | 16      | 21 січня 2016           | 19 травня 2016          | 165             | 1,94               |                 |
|       | 4     | 13      | 1 лютого 2017           | 24 травня 2017          | 158             | 1,47               |                 |
|       | 5     | 13      | 24 квітня 2018          | 7 серпня 2018           | 182             | 1,61               |                 |
|       | 6     | 13      | 30 квітня 2019          | 6 серпня 2019           | 165             | 1,30               |                 |
|       | 7     | 16      | 20 травня 2020          | 30 вересня 2020         | В очікуванні    | В очікуванні       |                 |

## Список серій

### Сезон 1 (2014)
| № | #  | Назва                                                    | Режисер        | Сценарист                                                    | Дата показу у США | Глядачі США (у мільйонах) |
| --- | -- | -------------------------------------------------------- | -------------- | ------------------------------------------------------------ | ----------------- | ------------------------- |
| 1 | 1  | «Пілот» «Pilot»                                          | Бхарат Наллурі | Джейсон Ротенберг                                            | 19 березня 2014   | 2,73                      |
| Майже століття минуло після радіоактивної катастрофи на Землі. Люди намагаються зберегти свій вид у ковчезі, який знаходиться у космосі. Вони відправляють сотню малолітніх злочинців на планету Земля, щоб з'ясувати, чи є небезпека. Але вони опиняються не там де треба. Без правил. Вони повинні вижити. Тим часом на ковчезі йде боротьба за владу. |    |                                                          |                |                                                              |                   |                           |
| 2 | 2  | «Земні навички» «Earth Skills»                           | Дін Вайт       | Джейсон Ротенберг                                            | 26 березня 2014   | 2,27                      |
| Виявивши, що Джаспер може бути все ще живий, Кларк, Белламі, Октавія, Фінн і Монті відправляються у місію, щоб знайти свого друга та виявляються шоковані знайденим. Тим часом, на Ковчезі, Еббі сповнена рішучості дістатися до Землі, і залучає Рейвен для створення рятувальної капсули. |    |                                                          |                |                                                              |                   |                           |
| 3 | 3  | «Земля вбиває» «Earth Kills»                             | Дін Вайт       | Елізабет Крафт і Сара Файн                                   | 2 квітня 2014     | 1,90                      |
| У відчайдушній спробі лікування гнійних ран Джаспера, Кларк, Фінн і Веллс вирушили на пошуки водоростевого антибіотика. Белламі і його екіпаж вирушили на пошуки їжі, і до них приєдналася, приваблива тринадцятирічна дівчинка, яка відчуває себе у безпеці під захистом Белламі. З'являється густий, кислотний туман, змушуючи Кларк, Фінна та Веллса шукати укриття всередині стародавнього фургона. Поки вони були у пастці, Кларк протистояла Веллсу у його зраді, яке стало результатом загибелі її батька. |    |                                                          |                |                                                              |                   |                           |
| 4 | 4  | «Закон підлості» «Murphy's Law»                          | П. Дж. Пеше    | Т. Дж. Брейді та Рашид Ньюсон                                | 9 квітня 2014     | 1,69                      |
| Після шокуючої смерті одного зі своїх Кларк і Фін зближуються, оскільки намагаються знайти спосіб зв'язатися з Ковчегом. Белламі повинен утримувати групу від нападок один на одного, оскільки життя на Землі набуває відчайдушний оборот. Тим часом Еббі ризикує собою, щоб дати шанс Рейвен сховатися у рятувальній капсулі, що прямує на Землю. |    |                                                          |                |                                                              |                   |                           |
| 5 | 5  | «Останнє мерехтіння сутінків» «Twilight's Last Gleaming» | Мілан Чейлях   | Брюс Міллер                                                  | 16 квітня 2014    | 1,80                      |
| Роман Кларк та Фінна опиняється під загрозою. Октавія ударяється головою, а прокинувшись виявляє землянина, що стежить за нею. На Ковчезі Еббі розкриває план Кейна скоротити населення на кораблі. Джаха і Еббі помічають сигнал та розуміють, що, принаймні, кілька людей із сотні все ще живі. |    |                                                          |                |                                                              |                   |                           |
| 6 | 6  | «Сторож сестри своєї» «His Sister's Keeper»              | Вейн Роуз      | Трейсі Белломо та Дороті Фортенберрі                         | 23 квітня 2014    | 1,97                      |
| Белламі приводить підлітків на територію землян у пошуках Октавії. Рейвен не може допомогти, але помічає глибокий зв'язок між Фіном та Кларк. Тим часом, флешбеки показують нам дитинство Белламі та Октавії на Ковчезі. |    |                                                          |                |                                                              |                   |                           |
| 7 | 7  | «Утримання під тиском» «Contents Under Pressure»         | Джон Шоуолтер  | Акела Купер і Кіра Снайдер                                   | 30 квітня 2014    | 1,88                      |
| Кларк та Рейвен вступають зв'язуються з Ковчегом, і Еббі робить відчайдушний крок і проводить Кларк через небезпечну процедуру для порятунку одного зі своїх. Тим часом, на Ковчезі Еббі вигнали з Ради, і колишній канцлер Даяна Сідней займає її місце. Джаха показує Еббі, що на кораблі не вистачає кораблів для кожного, щоб спуститися на Землю, і Кейн починає справлятися зі своєю провиною за вчинення останнього рішення.                                                                               |    |                                                          |                |                                                              |                   |                           |
| 8 | 8  | «Денна подорож» «Day Trip»                               | Метт Барбер    | Історія:Андрій Хак телесценаріїв: Елізабет Крафт і Сара Файн | 7 травня 2014     | 1,64                      |
| Кларк та Белламі відправляються на місію з пошуків всього необхідного до наближення зими. Хтось із сотні випадково з'їдає горіхи з сильними галюциногенні властивості та втрачає своє уявлення про реальність. Тим часом Октавія користується цією можливістю та допомагає втекти землянину, а страхітлива подія зближує Кларк та Белламі. На Ковчезі командир Шамвей таємно наказує одному з сотні вбити одного зі своїх, а зрадницькі дії Діани Сідней виявлені.                                                |    |                                                          |                |                                                              |                   |                           |
| 9 | 9  | «День єдності» «Unity Day»                               | Джон Берінг    | Кім Шамвей і Кіра Снайдер                                    | 14 травня 2014    | 1,73                      |
| Кларк і Фін намагаються стати посередниками встановлення миру з Землянами, але все руйнується, коли Белламі, Джаспер та Рейвен показують своє озброєння та готовність до битви. Октавія та Лінкольн стають ближче. Тим часом відбувається трагедія під час святкування Дня народної єдності на Ковчезі. |    |                                                          |                |                                                              |                   |                           |
| 10 | 10 | «Я став смертю» «I Am Become Death»                      | Омар Мадхья    | Т. Дж. Брейді та Рашид Ньюсон                                | 21 травня 2014    | 1.46                      |
| Мерфі повертається до табіру, стверджуючи, що був у полоні у Землян та піддавався тортурам, і Кларк та Белламі мають різні думки про варіанти його повернення. Октавія тікає, щоб знайти Лінкольна та повертається з серйозним попередженням для Сотні. Тим часом, таємничий вірус вражає табір, створюючи при цьому зону карантину, і Джаспер робить героїчний хід. |    |                                                          |                |                                                              |                   |                           |
| 11 | 11 | «Спокій» «The Calm»                                      | Майрзі Алмас   | Брюс Міллер                                                  | 28 травня 2014    | 1.71                      |
| Через нестачу їжі у таборі, Кларк і Фін ведуть групу на полювання та потрапляють у небезпеку. Через те, що життя Фінна під загрозою, Кларк вирішує змінити правила гри. Тим часом, Рейвен робить пропозицію Белламі, від якої він не може відмовитися. На Ковчезі Кейн ризикує своїм життям та возз'єднується з канцлером Джахіт та Еббі. |    |                                                          |                |                                                              |                   |                           |
| 12 | 12 | «Ми — Земляни (Частина 1)» «We Are Grounders (Part 1) »  | Дін Вайт       | Трейсі Белломо та Акела Купер                                | 4 червня 2014     | 1.58                      |
| Кларк і Фін тікають від однієї небезпеки, щоб потім зіткнутися лицем до лиця з новим ворогом. Белламі геройствує заради порятунку Джаспера. Рейвен зустрічається з новою небезпекою, а Мерфі нарешті таки домагається помсти. Тим часом, досі живі жителі Ковчега примиряються з неминучим. |    |                                                          |                |                                                              |                   |                           |
| 13 | 13 | «Ми — Земляни (Частина 2)» «We Are Grounders (Part 2) »  | Дін Вайт       | Джейсон Ротенберг                                            | 11 червня 2014    | 1.68                      |
| Кларк благає Белламі, щоб той чинив правильно, оскільки конфлікт із землянами досягає критичної точки. Белламі змушує Октавію ухвалити складне рішення. Рейвен та Джаспер намагаються закінчити роботу у строк, а Фінн здійснює сміливий крок. Тим часом, ситуація на Ковчезі досягає приголомшливого рівня. |    |                                                          |                |                                                              |                   |                           |

### Сезон 2 (2014—2015)
| № | #  | Назва                                                      | Режисер        | Сценарист                       | Дата показу у США | Глядачі США (у мільйонах) |
| --- | -- | ---------------------------------------------------------- | -------------- | ------------------------------- | ----------------- | ------------------------- |
| 14 | 1  | «48» «The 48»                                              | Дін Вайт       | Джейсон Ротенберг               | 22 жовтня 2014    | 1,54                      |
| Кларк все ще знаходиться одна у білій кімнаті, намагаючись розібратися в навколишньому оточенні, а доля Белламі, Фіна та Рейвен залишається невідомою. План Лінкольна та Октавії зривається. Еббі, Кейн та інші повинні впоратися із фізичними та моральними проблемами існування у новому світі. Джаха ухвалює героїчне рішення.                                          |    |                                                            |                |                                 |                   |                           |
| 15 | 2  | «Сувора Везер» «Inclement Weather»                         | Джон Шоуолтер  | Майкл Анджелі                   | 29 жовтня 2014    | 1,48                      |
| Кларк починає щось підозрювати та вимагає відповідей від президента Данте Волеса. Кейн проводить допит одного з Сотні, а Еббі доводиться проводити термінову операцію. Для того щоб знайти Лінкольна, Октавія вдається до насильства. |    |                                                            |                |                                 |                   |                           |
| 16 | 3  | «Наслідки» «Repercussions»                                 | Дін Вайт       | Аарон Гінсбург и Вейд МакІнтайр | 5 листопада 2014  | 1,68                      |
| Коли Кларк виявляє жахливий проект, що здійснюється у медичному відділенні на горі, вона об'єднує свої сили з не дуже надійним союзником. Після того, як Еббі зізнається у вчиненні злочину, Кейн віддає наказ щодо її жорсткого покарання. Тим часом, Монті попереджує відстороненого Джаспера, що Кларк може стати проблемою, а Октавія продовжує боротися за Лінкольна. |    |                                                            |                |                                 |                   |                           |
| 17 | 4  | «Довгих літ життя» «Many Happy Returns»                    | П. Дж. Пеше    | Кім Шамвей                      | 12 листопада 2014 | 1,75                      |
| Після того, як Кларк зрадив той кому вона довіряла, вона бере все під свій контроль та доводить, що не здасться без боротьби. Белламі, Фін і Мерфі йдуть проти часу, щоб врятувати незнайомця. Тим часом, напружені відносини між Рейвен і Віком зростають, коли вони працюють разом, в результаті чого утворюється неочікуваний союз.                                     |    |                                                            |                |                                 |                   |                           |
| 18 | 5  | «Експерименти над людьми» «Human Trials»                   | Ед Фрейман     | Чарльз Грант Крейг              | 19 листопада 2014 | 1,64                      |
| Кейн очолює місію зі встановлення миру із Землянами. Джаспер погоджується взяти участь у ризикованому експерименті. Фін потрапляє у критично небезпечну ситуацію під час пошуків Кларк. |    |                                                            |                |                                 |                   |                           |
| 19 | 6  | «Туман війни» «Fog of War»                                 | Стівен ДеПол   | Кіра Снайдер                    | 3 грудня 2014     | 1,86                      |
| Рейвен виявляє, що гора Везер втручається до їхньої системи зв'язку. Джаспер і Монті нарешті дізнаються правду про те, що відбувається у горі Везер, а Октавія зіштовхується зі своїм найгіршим жахіттям. |    |                                                            |                |                                 |                   |                           |
| 20 | 7  | «На самій безодні» «Long Into an Abyss»                    | Антоніо Негрет | Джеймс Торпе                    | 10 грудня 2014    | 1,62                      |
| Еббі прагне захистити своїх людей від загрози зі сторони Землян. Октавія відкриває небезпечну таємницю. Кларк придумує план, який здатний зупинити атаку Землян. Монті та Джаспер починають ставити під сумнів мотиви своїх нових друзів, а лікар Тсінг проводить смертельний експеримент для того, щоб зрозуміти як використати полонених.                                |    |                                                            |                |                                 |                   |                           |
| 21 | 8  | «Космічний мандрівник» «Spacewalker»                       | Джон Шоуолтер  | Брюс Міллер                     | 17 грудня 2014    | 1,40                      |
| Кларк повертається до табору з поганими вістями. Фін бореться з наслідками своїх дій. Еббі готується до бою. Флешбеки розкривають відносини Фіна та Рейвен на Ковчезі. |    |                                                            |                |                                 |                   |                           |
| 22 | 9  | «Пам'ятай мене» «Remember Me»                              | Омар Мадха     | Дороті Фортенберрі              | 21 січня 2015     | 1,48                      |
| Кларк укладає угоду з Лексою та Індрою. Еббі та Кейн починають розуміти, що повноваження ухвалення рішення їм не належить. Рейвен стає нездатною контролювати свої емоції. Сміливий вчинок може знищити нещодавно створений союз між Небесними людьми та Землянами, а знайоме обличчя переслідує Кларк. Тим часом на горі Везер Монті придумує небезпечний план.           |    |                                                            |                |                                 |                   |                           |
| 23 | 10 | «Виживає найсильніший» «Survival of the Fittest»           | Дін Вайт       | Акела Купер                     | 28 січня 2015     | 1,53                      |
| Кларк і Лекса зіштовхуються з новим ворогом. Белламі та Лінкольн погоджуються на співпрацю для того, щоб проникнути до гори Везер. Джаха допомагає Мерфі перебороти його минуле. Тим часом Індра робить пропозицію Октавії від якої вона не може відмовитися. |    |                                                            |                |                                 |                   |                           |
| 24 | 11 | «Смертельний удар» «Coup de Grace»                         | П. Дж. Пеше    | Чарльз Грант Крейг              | 4 лютого 2015     | 1,51                      |
| Спроба Белламі та Лінкольна проникнути до гори Везер має жорсткі наслідки. Еббі має намір зберегти контроль, у той час коли Кларк бере на себе роль лідера. Між тим, за відсутності Монті та Харпер, Джаспер вимагає відповідей від президента Воллеса. |    |                                                            |                |                                 |                   |                           |
| 25 | 12 | «Рубікон» «Rubicon»                                        | Майрзі Алмас   | Аарон Гінсбург і Вейд МакІнтайр | 11 лютого 2015    | 1,36                      |
| Напруженні відносини між Еббі та Кларк сягають максимуму. Рейвен допомагає Белламі орієнтуватися у горі Везер. Джаха та Мерфі зустрічають незнайомку, яка може бути не тою, ким здається. Октавія готується боротися за того, кого любить. |    |                                                            |                |                                 |                   |                           |
| 26 | 13 | «Воскресіння» «Resurrection»                               | Дін Вайт       | Брюс Міллер                     | 18 лютого 2015    | 1,42                      |
| Кларк починає ставити під сумніви лідерські рішення Лекси. Еббі зі всіх сил намагається допомогти пораненому Кейну. Індра продовжує впливати на Октавію. А на горі Везер лідерство приймає Джаспер. |    |                                                            |                |                                 |                   |                           |
| 27 | 14 | «Захисник брехні» «Bodyguard of Lies»                      | Ута Брізвітц   | Кім Шумвей                      | 25 лютого 2015    | 1,55                      |
| Кларк і Лекса сперечаються під час підготовки до битви. Потребуючи допомоги, Рейвен у відчаї просить Віка зустрітися в інженерній. Джаха і Мерфі зіштовхуються з небезпечною перепоною на шляху. Тим часом, Белламі намагається виграти час на горі Везер. |    |                                                            |                |                                 |                   |                           |
| 28 | 15 | «Кров за кров (Частина 1)» «Blood Must Have Blood, Part 1» | Омар Мадха     | Аарон Гінсбург и Вейд МакІнтайр | 4 березня 2015    | 1,49                      |
| Кларк і Лекса готуються до битви, а Рейвен і Вік зазнають серйозної невдачі. Тим часом, як Октавія, так і Лінкольн мають ухвалити важкі рішення. На горі Везер Джаспер і Майя стають свідками жахливої події, Белламі виконує обіцянку, а Кейдж виступає перед публікою з важливою інформацією.                                                                            |    |                                                            |                |                                 |                   |                           |
| 29 | 16 | «Кров за кров (Частина 2)» «Blood Must Have Blood, Part 2» | Дін Вайт       | Джейсон Ротенберг               | 11 березня 2015   | 1,34                      |
| Подорож до Міста Світла триває, і Джаха робить крок, який шокує Мерфі. Кларк отримує допомогу звідти, звідки не очікувала її отримати, відвідувач вражає Октавію, а Лінкольн отримує можливість помститися. Тим часом, у горі Везер, Кейдж просуває свою місію, а Белламі з групою намагається вибратися назовні.                                                          |    |                                                            |                |                                 |                   |                           |

### Сезон 3 (2016)
| № | #  | Назва                                                                  | Режисер        | Сценарист                               | Дата показу у США | Глядачі США (у мільйонах) |
| --- | -- | ---------------------------------------------------------------------- | -------------- | --------------------------------------- | ----------------- | ------------------------- |
| 30 | 1  | «Ванхеда: Частина 1» «Wanheda — Part One»                              | Дін Вайт       | Джейсон Ротенберг                       | 21 січня 2016     | 1,88                      |
| Відтоді як пала Гора Уезер, пройшло три місяці. На Кларк оголосили полювання, і врятувати її можуть лише віддані друзі на чолі з Белламі. Мерфі вдається пробратися в маєток, де він знаходить зміненого Джаха. |    |                                                                        |                |                                         |                   |                           |
| 31 | 2  | «Ванхеда: Частина 2» «Wanheda — Part Two»                              | Майрзі Алмас   | Аарон Гінсбург и Вейд МакІнтайр         | 28 січня 2016     | 1,63                      |
| Белламі і Кейн піддаються неймовірному ризику в спробі врятувати Кларк. Еббі намагається відволіктися від тривожних думок про долю дочки і роздумує про переробку Гори Уезер в величезний медичний пункт. Тим часом, Мерфі планує зраду свого колишнього Канцлера. |    |                                                                        |                |                                         |                   |                           |
| 32 | 3  | «Всяк сюди входить» «Ye Who Enter Here»                                | Антоніо Негрет | Кім Шамвей                              | 4 лютого 2016     | 1,57                      |
| Кларк вчергове ухвалює суперечливе і вкрай складне рішення. Белламі розуміє, що не все те, чим здається. |    |                                                                        |                |                                         |                   |                           |
| 33 | 4  | «Стеж за престолом» «Watch the Thrones»                                | Ед Фрейман     | Дороті Фортенберрі                      | 11 лютого 2016    | 1,32                      |
| Кларк вдається розкрити таємного лідера, який майже готовий до здійснення свого підступного плану. Кейн з останніх сил намагається зберегти мир. Джаспер може зробити божевільний вчинок, який може вплинути на всіх його друзів. |    |                                                                        |                |                                         |                   |                           |
| 34 | 5  | «Хакельдама» «Hakeldama»                                               | Тім Скенлен    | Чарлі Крейг                             | 18 лютого 2016    | 1,36                      |
| Нова загроза зруйнувала останню надію Кларк на мир. Рейвен стає мішенню, а Мерфі запускає в дію вкрай небезпечний план. |    |                                                                        |                |                                         |                   |                           |
| 35 | 6  | «Жорстокі жнива» «Bitter Harvest»                                      | Дін Вайт       | Кіра Снайдер                            | 25 лютого 2016    | 1,41                      |
| Кларк важко зробити вибір між помстою і милосердям. Тим часом, Кейн і Октавія працюють разом, щоб запобігти біді, а Еббі все так же турбується про Рейвен. |    |                                                                        |                |                                         |                   |                           |
| 36 | 7  | «Тринадцять» «Thirteen»                                                | Дін Вайт       | Хав'єр Грілло-Марксуа                   | 3 березня 2016    | 1,39                      |
| Лекса з останніх сил намагається зберегти крихкий мир і зберегти порядок в тих кланах, які ще їй підкоряються. Кларк відкривається правда, яка може змінити все. У флешбеки ми побачимо ті часи, коли Земля переживала «темні часи». |    |                                                                        |                |                                         |                   |                           |
| 37 | 8  | «Правила та умови» «Terms and Conditions»                              | Джон Шоуолтер  | Чарлі Крейг                             | 10 березня 2016   | 1,20                      |
| Кейн намагається знайти мирний вихід з ситуації, що склалася, але всі його плани провалюються і скоро йому доведеться вдатися до рішучих заходів. Пайк починає розуміти, що з Аркадії йде витік інформації. У Рейвен є власний план і вона потребує допомоги Джаспера. |    |                                                                        |                |                                         |                   |                           |
| 38 | 9  | «Викрадене полум'я» «Stealing Fire»                                    | Ута Брізвітц   | Хайді Коул Макадамс                     | 31 березня 2016   | 1,23                      |
| Кларк з'ясовує приголомшливу правду, а Октавія змушена ухвалити рішення, яке може спричинити спустошливі наслідки. |    |                                                                        |                |                                         |                   |                           |
| 39 | 10 | «Падший» «Fallen»                                                      | Метт Барбер    | Чармен Де Грейт і Хав'єр Грілло-Марксуа | 7 квітня 2016     | 1,13                      |
| Джаха використовує лякаючі засоби для залучення Еббі до своєї справи, Кейн відправляється на місію, а Белламі стикається з важкою правдою. Тим часом, Монті виявляється в небезпечній ситуації, а Джаспер поспішає врятувати одного зі своїх. |    |                                                                        |                |                                         |                   |                           |
| 40 | 11 | «Ніколи більше» «Nevermore»                                            | Ед Фрейман     | Кім Шамвей                              | 14 квітня 2016    | 1,08                      |
| Ейлі змушує Рейвен показати її темну сторону і гнів Джаспера продовжує зростати. Тим часом, Октавія бореться за своє місце в світі, а Монті змушений ухвалити секундне рішення. |    |                                                                        |                |                                         |                   |                           |
| 41 | 12 | «Демони» «Demons»                                                      | П. Дж. Пеше    | Джастін Гілмер                          | 21 квітня 2016    | 1,15                      |
| Джаха повертається в Поліс, а Мерфі чекає несподівана зустріч. Тим часом, Октавія виявляє підказку. |    |                                                                        |                |                                         |                   |                           |
| 42 | 13 | «Приєднатися або померти» «Join or Die»                                | Дін Вайт       | Джулі Бенсон і Шона Бенсон              | 28 квітня 2016    | 1,27                      |
| Кларк знаходиться на місії, яка може змінити все. Мерфі здогадується про щось, що може гарантувати його виживання. А Кейн досягає переломної точки. |    |                                                                        |                |                                         |                   |                           |
| 43 | 14 | «Багряний світанок» «Red Sky at Morning»                               | П. Дж. Пеше    | Лорен Мьюр і Кіра Снайдер               | 5 травня 2016     | 1,13                      |
| Кларк, Белламі, Октавія і Джаспер зустрічають перешкоду на своєму шляху, а Монті і Рейвен роблять важливе відкриття. |    |                                                                        |                |                                         |                   |                           |
| 44 | 15 | «Некоректне завдання (Частина 1)» «Perverse Instantiation — Part One'» | Ед Фрейман     | Аарон Гинсбург і Вейд Макінтайр         | 12 травня 2016    | 1,17                      |
| Джексон опиняється під впливом Алі. Тому Белламі, Октавія, Харпер, Кларк і Рорк опиняються у пастці. У тунелі Октавію і Белламі захоплюють, а Рорка вбивають. Белламі і Октавія збігають по тунелю, де зустрічають Мерфі та інших. Еббі намагається накласти на себе руки за наказом Алі, а Джаха сильно ранить Антарі в голову. Епізод закінчується тим, що Онтарі вмирає.                                             |    |                                                                        |                |                                         |                   |                           |
| 45 | 16 | «Некоректне завдання (Частина 2)» «Perverse Instantiation — Part One»  | Дін Вайт       | Джейсон Ротенберг                       | 19 травня 2016    | 1,29                      |
| Кларк ухвалює приголомшливе для всіх рішення, у реалізації якого їй «допомагає» Онтарі. І коли у Місті Світла все вже, здавалося, втрачено, допомога приходить від того, від кого допомоги чекати здавалося неможливим. Рейвен також всіма зусиллями намагається наблизити Кларк до вимикача. Перед чернокровною стоїть один з найважчих виборів у її житті. Те, що вона дізнається, набагато небезпечніше Міста Світу. |    |                                                                        |                |                                         |                   |                           |